# Бияз
Бияз (баш. Биәз) — деревня в Караидельском районе Республики Башкортостан Российской Федерации. Входит в состав Озеркинского сельсовета.

## География

### Географическое положение
Расстояние до:
- районного центра (Караидель): 55 км,
- центра сельсовета (Озерки): 20 км,
- ближайшей ж/д станции (Щучье Озеро): 160 км.

## Население
| 2002 | 2009 | 2010 |
| ---- | ---- | ---- |
| 227  | ↘179 | ↘174 |

Национальный состав
Согласно переписи 2002 года, преобладающие национальности — башкиры (44 %), русские (35 %).